# إيما النورماندية

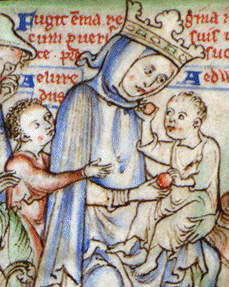
الملكة أيما نورماندي مع ابنيها

إيما النورماندي ولدت (985 -6 آذار/مارس 1052 في وينشستر، هامبشاير)، كان ابنه ريتشارد الأول دوق نورماندي، من زوجته الثانية جونورا، وهي عمة لروبرت الأول دوق نورماندي والد ويليام الفاتح، دوق نورماندي وملك إنكلترا، تزوجت من إثلرد أًونريدي، ملك إنجلترا(1002–1016) وأنجنت منه إدوارد المعترف، ملك إنجلترا وغودا، كونتيسة بولوني وألفريد إثلنج وهو توفي فجأة أنثاء حصار لندن، ثم تزوجت من الغازي الدانماركي كانوت العظيم(1017–1035) وأنجنت له هارديكانوت، ملك إنجلترا وجونهيلدا، الإمبراطورة الرومانية المقدسة,